# 俞力工
俞力工（1947年—），评论专栏作家，國際政治學教授，曾任歐洲華文作家協會會長。

## 生平
俞力工1947年生於上海，祖籍浙江、諸暨。1949年隨父母遷居臺灣。1964年初中畢業即前往歐美勤工儉學。1971年還在美國念書時，21歲的他就積極參加了海外學生開展的保釣運動。先後在舊金山州立大學、維也納大學、柏林自由大學、海德堡大學、法蘭克福大學政治系、社會學系學習與研究。1980年代起，他一度與維也納聯合國機構合作從事翻譯事務，1987年搬到維也納居住。進入1990年代以來，專業寫作之餘，還短期應邀在世新大學擔任國際政治學教授 ，曾任歐洲華文作家協會會長。現職業為：國際政治評論專欄作家，世新大學副教授。

## 家庭
俞力工的父親俞叔平早年留學奧地利，是當年中國到奧地利學習警政的十君子之一。

## 著作
- 《和平與戰爭：後冷戰時期國際縱橫談》：1994，臺北，桂冠圖書。
- 《反恐戰略與文明衝突》：2008，臺北，秀威資訊。